# Freddie (cantant hongarès)
Freddie (nom de naixement Gábor Alfréd Fehérvári, Győr, 8 d'abril de 1990) és un cantant hongarès conegut internacionalment per haver representat el seu país al Festival d'Eurovisió l'any 2016. Va donar-se a conèixer a Hongria per haver quedat en 4t lloc del programa de televisió musical Rising Star. Entre 1995 i 2007 va exercir d'entrenador de futbol i va estudiar comerç. L'any 2010, després de la seva participació en el programa de televisió Rising Star, inicià la seva carrera musical.

## Discografia

### Singles
- Mary Joe (2015)
- Pioneer (2015)